# Russian Roulette (minialbum)
Russian Roulette – trzeci minialbum południowokoreańskiej grupy Red Velvet, wydany 7 września 2016 roku przez wytwórnię SM Entertainment. Płytę promował singel „Russian Roulette”. Sprzedał się w nakładzie 75 315 egzemplarzy w Korei Południowej (stan na maj 2018 r.).

## Lista utworów
| CD | CD                                                       | CD                    | CD                                                                | CD                                            | CD      |
| Nr | Tytuł utworu                                             | Tekst                 | Kompozycja                                                        | Aranżacja                                     | Długość |
| -- | -------------------------------------------------------- | --------------------- | ----------------------------------------------------------------- | --------------------------------------------- | ------- |
| 1. | „Russian Roulette” (kor. 러시안 룰렛 (Russian Roulette)) | Jo Yu-gyeong          | Albi Albertsson, Belle Humble, Markus Lindell                     | Albi Albertsson, Belle Humble, Markus Lindell | 3:31    |
| 2. | „Lucky Girl”                                             | Kenzie                | Hayley Aitken, Ollipop                                            | Ollipop                                       | 3:23    |
| 3. | „Bad Dracula”                                            | Jo Yun-gyeong         | Choi Suk-jin, Tomas Smågesjø, Nermin Harambasic, Courtney Woolsey | Choi Suk-jin                                  | 3:08    |
| 4. | „Sunny Afternoon”                                        | Jeong Ju-hee          | Simon Petrén, Andreas Öberg, Maja Keuc, Kim One                   | Simon Petrén                                  | 4:00    |
| 5. | „Fool”                                                   | 1월8일 (Jam Factory)  | Malin Johansson, Josef Melin                                      | Malin Johansson, Josef Melin                  | 3:53    |
| 6. | „Some Love”                                              | Kenzie                | Kenzie                                                            | Kenzie                                        | 3:16    |
| 7. | „My Dear”                                                | Hwang Hyun (MonoTree) | Hwang Hyun (MonoTree)                                             | Hwang Hyun (MonoTree)                         | 3:34    |

## Notowania
| Lista                    | Pozycja |
| ------------------------ | ------- |
| Gaon Weekly Album Chart  | 1       |
| Gaon Monthly Album Chart | 4       |
| Gaon Yearly Album Chart  | 54      |
| Five Music (Tajwan)      | 1       |